# De Eendracht (Anjum)
De Eendracht is een stellingmolen in Anjum uit 1889. De achtkante bovenkruier was in gebruik als koren- en pelmolen en verving een eerdere monnikmolen, die in mei van dat jaar na blikseminslag was afgebrand. Hierbij zijn onderdelen hergebruikt van twee gesloopte molens uit Leeuwarden. In de molen werd naderhand een 40 pk Kromhout gloeikopmotor geplaatst om ook bij windstil weer te kunnen malen.
De windmolen werd in 1965 buiten gebruik gesteld en in 1967 door de gemeente Oostdongeradeel overgenomen. Een restauratie vond in 1971 plaats. In 1994 werd de molen overgedaan aan de Stichting Monumentenbehoud Dongeradeel. Eind juni 2008 stelde de Rijksdienst voor Archeologie, Cultuurlandschap en Monumenten 96.340 euro beschikbaar voor een restauratie van De Eendracht.
De molen is in gebruik als VVV-kantoor en museum. Op de zolders van de molen worden onder meer molenaarsattributen getoond, molenmodellen en een foto-expositie van molens in Friesland.